# Al-Muwáffaq
Abu Áhmad Talha ibn Yá‘far (en árabe:أبو أحمد طلحة بن جعفر; Samarra, 842 – Bagdad, 2 de junio de 891), más conocido por su láqab como al-Muwáffaq bi-Illah (árabe: الموفق بالله, literalmente, 'Bienaventurado de Dios') era un príncipe y líder militar abasí, que actuó como regente de facto del Califato abasí durante la mayor parte del reinado de su hermano, el califa al-Mu'támid.

## Primeros años

Árbol genealógico de la dinastía abasí a mediados y finales del.

Talha, comúnmente conocido por la kunya de Abú Áhmad, era hijo del califa Yá‘far al-Mutawákkil (r. 847-861) y una concubina esclava, Umm Ishaq. En 861, estuvo presente en el asesinato de su padre en Samarra por los esclavos militares túrquicos (ghilman). El historiador al-Tabari escribió (c. 915) que había estado bebiendo con su padre esa noche, y se encontró con los asesinos mientras iba al baño, pero después de un breve intento por proteger al califa, se retiró a sus habitaciones cuando se dio cuenta de que sus esfuerzos eran inútiles. Es casi seguro que el asesinato fuese instigado por el hijo y heredero de al-Mutawákkil, al-Muntásir, quien inmediatamente ascendió al trono. Sin embargo, el papel de Abu Áhmad en el asesinato también es sospechoso, dados sus estrechos vínculos con los líderes del ejército turco. Según Hugh N. Kennedy, 'es posible que Abu Áhmad ya hubiera tenido estrechos vínculos con los jóvenes turcos antes del asesinato de su padre, o que fuera fraguado esa misma noche'. Este asesinato abrió un período de agitación interna conocido como la 'Anarquía de Samarra', donde los jefes militares turcos competían con otros grupos poderosos y entre ellos mismos por el control del gobierno y sus recursos financieros.
Fue durante este período de agitación, en febrero de 865, cuando el califa al-Musta'ín (r. 862-866) y dos de los altos oficiales turcos, Wasif y Bugha el Joven (Bugha al-Sharabi), huyeron de Samarra a Bagdad, donde pudieron contar con el apoyo de las tahiríes. Entonces, el ejército turco de Samarra aupó como califa al hermano de al-Musta'ín, al-Mu'tazz (r. 866-869), y encomendó a Abu Áhmad la conducción de las campañas contra al-Musta'ín y sus partidarios. El consiguiente asedio de Bagdad duró de febrero a diciembre de 865, tras el cual se llegó a un acuerdo negociado. Sin embargo, contrariamente a los términos acordados, al-Musta'ín fue asesinado. Lo más probable fue que durante ese tiempo, Abú Áhmad hubiera consolidado su relación con el ejército turco, especialmente con Musa ibn Bugha, que había jugado un papel crucial durante el asedio. Abú Áhmad solidificó aún más estos lazos cuando consiguió el perdón para Bugha el Joven.
A su vuelta a Samarra, Abú Áhmad fue recibido inicialmente con honores por el califa, pero pronto fue encarcelado por ser un potencial rival, junto con otro de sus hermanos, al-Mu'ayyad. Este último fue pronto ejecutado, pero Abú Áhmad pudo sobrevivir gracias a la protección que le dio el ejército turco. Finalmente, fue liberado y exiliado a Basora antes de que se le permitiera regresar a Bagdad. Fue tan popular allí que en el momento de la muerte de al-Mu'tazz, hubo una agitación popular en la ciudad a favor de su elevación a califa, aunque se eligió finalmente a al-Muhtadi (r. 869-870).

## Regente del califato

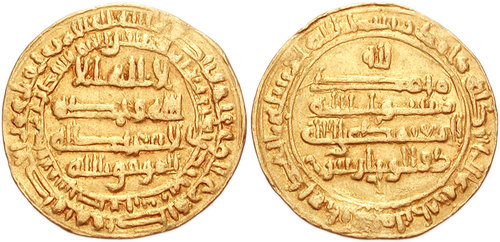
Dinar de oro de al-Mu'támid, con los nombres de al-Muwáffaq y el visir Saíd ibn Majlad (Dhu'l-Wizaratayn).

Cuando al-Muhtadi fue asesinado por los turcos en junio de 870, Abú Ahmad estaba en La Meca. Inmediatamente se apresuró a llegar a Samarra, donde él y Musa ibn Bugha dejaron de lado al nuevo califa, al-Mu'támid (r. 870-892), y asumieron el control del nuevo gobierno.
Al-Muwáffaq se diferenciaba de la mayoría de los príncipes abasíes de su tiempo por su estrecha asociación y participación en los asuntos militares. En esto, su carrera se asemeja con la de su abuelo, el califa al-Mu'tásim (r. 833-842). Al igual que él, su poder se basaba en gran medida en su estrecha asociación con el ejército turco y siguió la demanda turca de que uno de los hermanos del califa fuera nombrado comandante, sorteando a sus propios jefes, acusados de apropiación indebida de salarios. De esta forma, fue nombrado intermediario principal entre el gobierno califal y el ejército turco. A cambio de la lealtad de los turcos, abolió los otros cuerpos competidores del ejército califal, las tropas denominadas Maghariba y Faraghina, que ya no se volvieron a mencionan después de c. 870. Hugh Kennedy resume el arreglo como que al-Muwaffaq aseguró su estatus y su posición como comandante del ejército del califato y su papel en la administración civil lo que se tradujo en que recibirían su paga. La estrecha relación personal de Al-Muwáffaq con el liderazgo militar turco, inicialmente con Musa ibn Bugha, y también con Kayghalagh e Ishaq ibn Kundaj después de la muerte de Musa en 877, además de su propio prestigio como príncipe de la dinastía y el agotamiento después de una década de luchas civiles, le permitió establecer un control indiscutible sobre los turcos, como lo indica su disposición a participar en costosas campañas bajo su liderazgo.
En poco tiempo, se confirió a Abú Áhmad una gobernación que cubría la mayor parte de las tierras que aún estaban bajo la autoridad califal: Arabia occidental, el sur de Irak con Bagdad y Fars. Para denotar su autoridad, asumió un nombre honorífico (láqab) al estilo de los califas, al-Muwáffaq bi-Illah. Su poder se amplió aún más en 875, cuando el califa lo incluyó en la línea de sucesión después de su propio hijo, Yá‘far al-Mufawwad, y dividió el imperio en dos grandes esferas de gobierno.
Las provincias occidentales fueron entregadas a al-Mufawwad, mientras que al-Muwáffaq se hizo cargo de las orientales. En la práctica, al-Muwáffaq también siguió ejerciendo control sobre las provincias occidentales. Con al-Mu'támid confinado en Samarra, al-Muwáffaq y sus secretarios personales (Sulaymán ibn Wahb, Saíd ibn Majlad e Isma'il ibn Bulbul) gobernaron el califato desde Bagdad. La poca autonomía de la que gozaba al-Mu'támid se redujo aún más después de la muerte del visir Ubayd Allah ibn Yahya ibn Khaqan en 877, cuando al-Muwáffaq asumió el derecho de nombrar a los visires del califa. El secretario personal de Al-Muwáffaq, Saíd ibn Majlad, fue la figura destacada en la burocracia del califato hasta su propia desgracia en 885, seguido por Isma'il ibn Bulbul, que sirvió simultáneamente como visir de los dos hermanos.

### Campañas

Mapa de Irak en los siglos -.

Como principal jefe militar del califato, le tocó a al-Muwáffaq hacer frente a los numerosos desafíos a la autoridad califal que surgieron durante estos años. De hecho, como escribe el estudioso del mundo islámico Michael Bonner, «el enérgico liderazgo de al-Muwáffaq salvó al califato abasí de la destrucción en más de una ocasión». Las principales amenazas militares para el Califato abasí fueron la rebelión de los zanj en el sur de Irak y las ambiciones de Ya'qub ibn al-Layth, fundador de la dinastía safarí, en el este. El impulso y la energía de Al-Muwáffaq desempeñaron un papel crucial en la resolución de estos conflictos.

## Últimos años y sucesión
Hacia finales de la década de 880, las relaciones de al-Muwáffaq con su hijo Abu'l-Abbás se deterioraron, aunque la razón no está clara. En 889, Abu'l-Abbás fue arrestado y encarcelado por orden de su padre, permaneciendo en prisión a pesar de las demostraciones de los ghilman, que le eran leales. Aparentemente, permaneció detenido hasta mayo de 891, cuando al-Muwáffaq, que ya veía acercarse su muerte, regresó a Bagdad después de dos años en Jibal. En ese momento, la enfermedad de la gota, que había sufrido durante mucho tiempo lo había incapacitado hasta el punto de que no podía ni montar, y necesitaba una camilla especialmente preparada. Para todos, era evidente que se estaba acercando a su fin. El visir Ibn Bulbul, que se oponía a Abu'l-Abbás, llamó a al-Mu'támid y al-Mufawwad a la ciudad, pero la popularidad de Abu'l-Abbás entre las tropas y la población fue tal, que fue liberado del cautiverio y reconocido como heredero de su padre. Al-Muwáffaq murió el 2 de junio de 891 y fue enterrado en al-Rusafa cerca de la tumba de su madre. Dos días después, Abu'l-Abbás sucedió a su padre en sus cargos y recibió el juramento de lealtad como segundo heredero después de al-Mufawwad. En octubre de 892, al-Mu'támid murió y Abu'l-Abbás al-Mu'tadid hizo a un lado a su primo para ascender al trono, emergiendo rápidamente, según Kennedy, como 'el califa más poderoso y eficaz desde al-Mutawákkil'.